# Poldark (sèrie de 1975)
Poldark és una sèrie de televisió britànica emesa per la BBC entre el 5 d'octubre de 1975 i el 4 de desembre de 1977. Basada en les novel·les del mateix nom escrites per Winston Graham. Narra les vivències del capità Ross Poldark, terratinent de Cornualla (Gran Bretanya), des del seu retorn de la guerra d'independència dels Estats Units. La sèrie es divideix en dues parts, la primera de 16 capítols i la segona de 13 i barreja acció i romanticisme a l'Anglaterra del segle xviii. Va aconseguir una immensa popularitat al Regne Unit i es va exportar a un bon nombre de països, entre ells Estats Units, Espanya, Itàlia, Grècia i Israel.
Va ser dirigida per Paul Annett i Christopher Barry, entre d'altres, i protagonitzada per Robin Ellis, en el paper de Ross, i Angharad Rees en el de Demelza.

## Novel·la

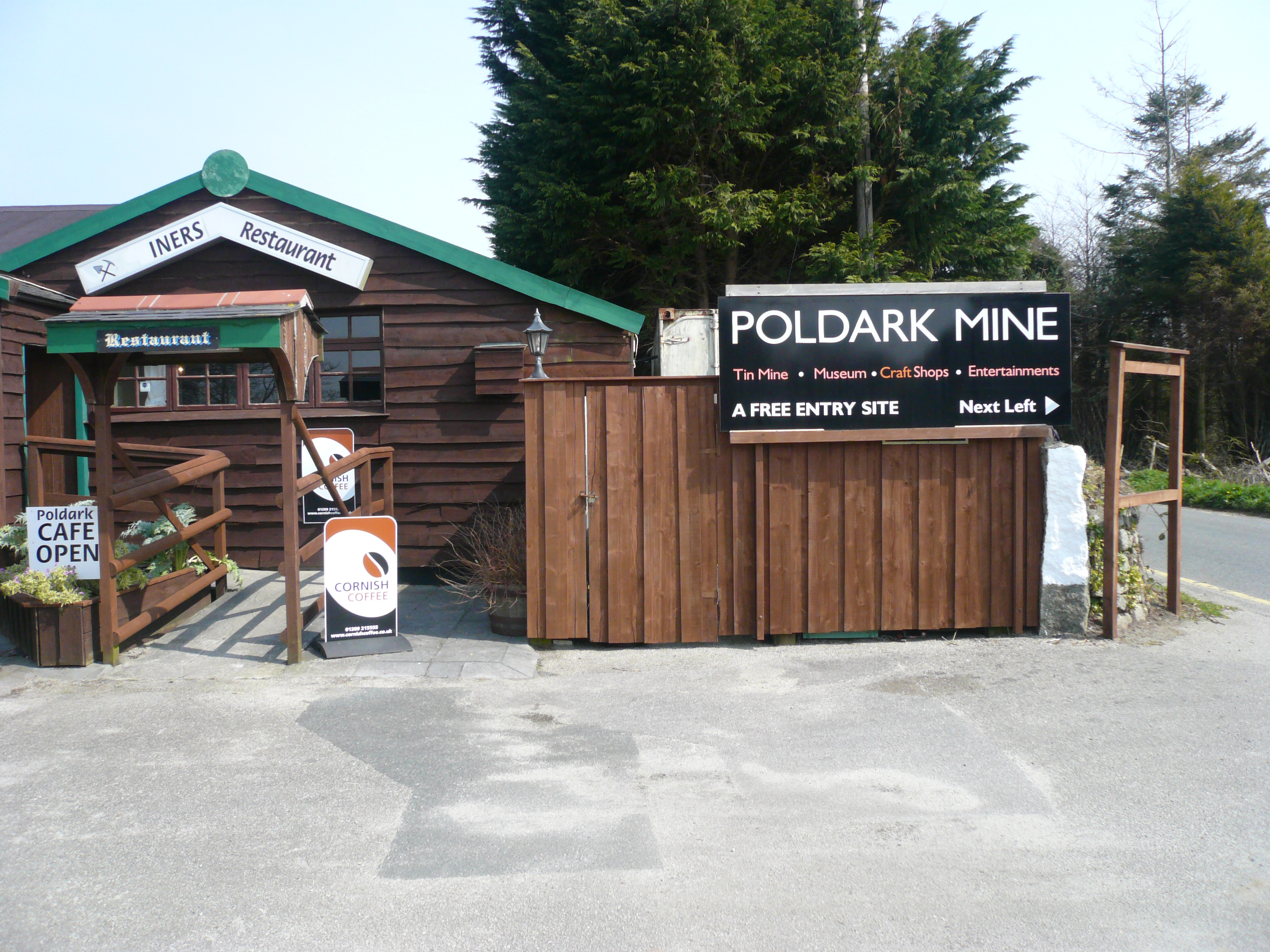
En producció entre 1720 i 1780, per a l'extracció de estany, en la Mina Poldark es van rodar algunes escenes de la sèrie Poldark de la BBC.

La saga, escrita per Winston Graham, consta de dotze obres. Les set primeres es desenvolupen en el segle xviii, fins al Nadal de 1799, i les cinc últimes s'endinsen en el segle xix, on els personatges principals aón els fills dels protagonistes tractats en els primers llibres.
La sèrie de novel·la històrica està ben documentada i molts dels successos descrits són reals, així com les anècdotes relatades. Winston Graham va escriure els quatre primers llibres entre 1940 i principis dels anys 50. Després d'una pausa, va continuar la seva redacció en els 70, publicant el cinquè llibre La Lluna Negra de 1972.

### Títols de les 12 novel·les

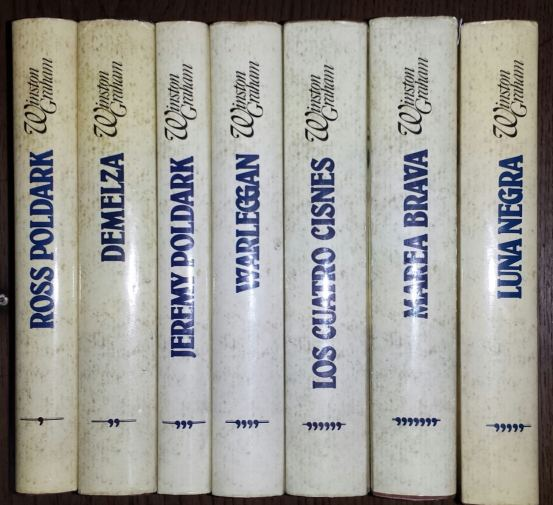
Set primers llibres de la saga de Poldark, per Winston Graham

- 1: Ross Poldark
- 2: Demelza
- 3: Jeremy Poldark
- 4: Warleggan
- 5: Lluna Negra
- 6: Els quatre cignes
- 7: Marea brava[4]
- 8: L'estrany que va venir del mar
- 9: El ball de Miller
- 10: L'estimada copa
- 11: L'espasa retorçada
- 12: Bella Poldark

## Repartiment
| Personatge          | Actor               |
| ------------------- | ------------------- |
| Ross Poldark        | Robin Ellis         |
| Demelza             | Angharad Rees       |
| Elizabeth Chenoweth | Jill Townsend       |
| Francis Poldark     | Clive Francis       |
| Verity Poldark      | Norma Streader      |
| George Warleggan    | Ralph Bates         |
| Charles Poldark     | Frank Middlemass    |
| Jud                 | Paul Curran         |
| Prudie              | Mary Wimbush        |
| Caroline            | Judy Geeson         |
| Reverend Whitworth  | Christopher Biggins |
| Nicholas Warleggan  | Nicholas Selby      |
| Jacka Hoblyn        | David Garfield      |